# Michael Forbes
Pour les articles homonymes, voir Forbes (homonymie).
Michael Forbes, né le 29 avril 2004 à Ardboe (en) en Irlande du Nord, est un footballeur international nord-irlandais. Il joue au poste de défenseur à Northampton Town.

## Biographie

### En club
Le 5 juillet 2024, il rejoint Bristol Rovers en prêt.
Le 31 janvier 2025, il rejoint Colchester United en prêt.

### En sélection
Forbes représente l'équipe d'Irlande du Nord des moins de 16 ans, Irlande du Nord -18 ans, Irlande du Nord -19 ans et Irlande du Nord espoirs.
Le novembre 2023, Michael Forbes est convoqué pour la première fois avec l'équipe nationale d'Irlande du Nord par le sélectionneur Michael O'Neill. Il honore sa première sélection lors de ce rassemblement, le 17 novembre 2023, contre la Finlande. Il remplace Trai Hume après 85 minutes lors de cette rencontre perdue par les siens sur le score de quatre buts à zéro.